# بزرگراه ۸۶ آسیا
بزرگراه ۸۶ آسیا که به صورت علامت اختصاری AH-86 نشان داده می‌شود، بزرگراهی است به طول ۲۴۷ کیلومتر که درون ترکیه از عشق‌علی آغاز شده و در ترابزون پایان می‌یابد. این جاده با جاده ئی۹۷ اروپا در یک راستا قرار دارد و مسیر آن از جاده‌های زیر است:

## ترکیه
- D-915 جاده D915 : عشق‌علی - بایبورت
- D-050 جاده D050 : بایبورت - گوموش‌خانه
- D-050 جاده D885 : گوموش‌خانه - ترابزون